# Oligoclada risi
Oligoclada risi är en trollsländeart som beskrevs av Dirk Cornelis Geijskes 1984. Oligoclada risi ingår i släktet Oligoclada och familjen segeltrollsländor. Inga underarter finns listade i Catalogue of Life.